# Limbatochlamys
Limbatochlamys là một chi bướm đêm thuộc họ Geometridae.